# ديفيد إل. هوف (كاتب)
ديفيد إل. هوف (بالإنجليزية: David L. Hough)‏ هو كاتب أمريكي، ولد في 1937.